# Creation Records

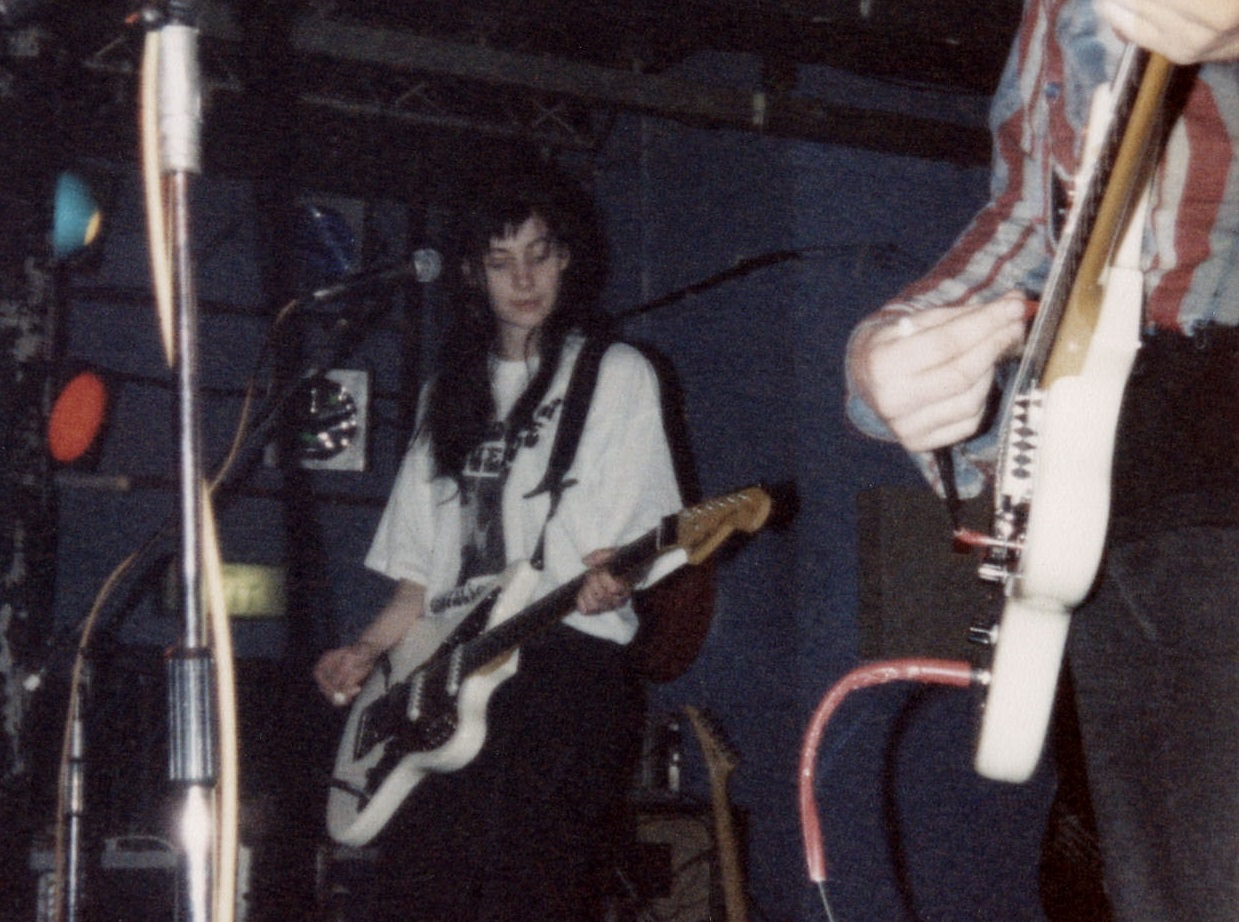
My Bloody Valentine 1989.

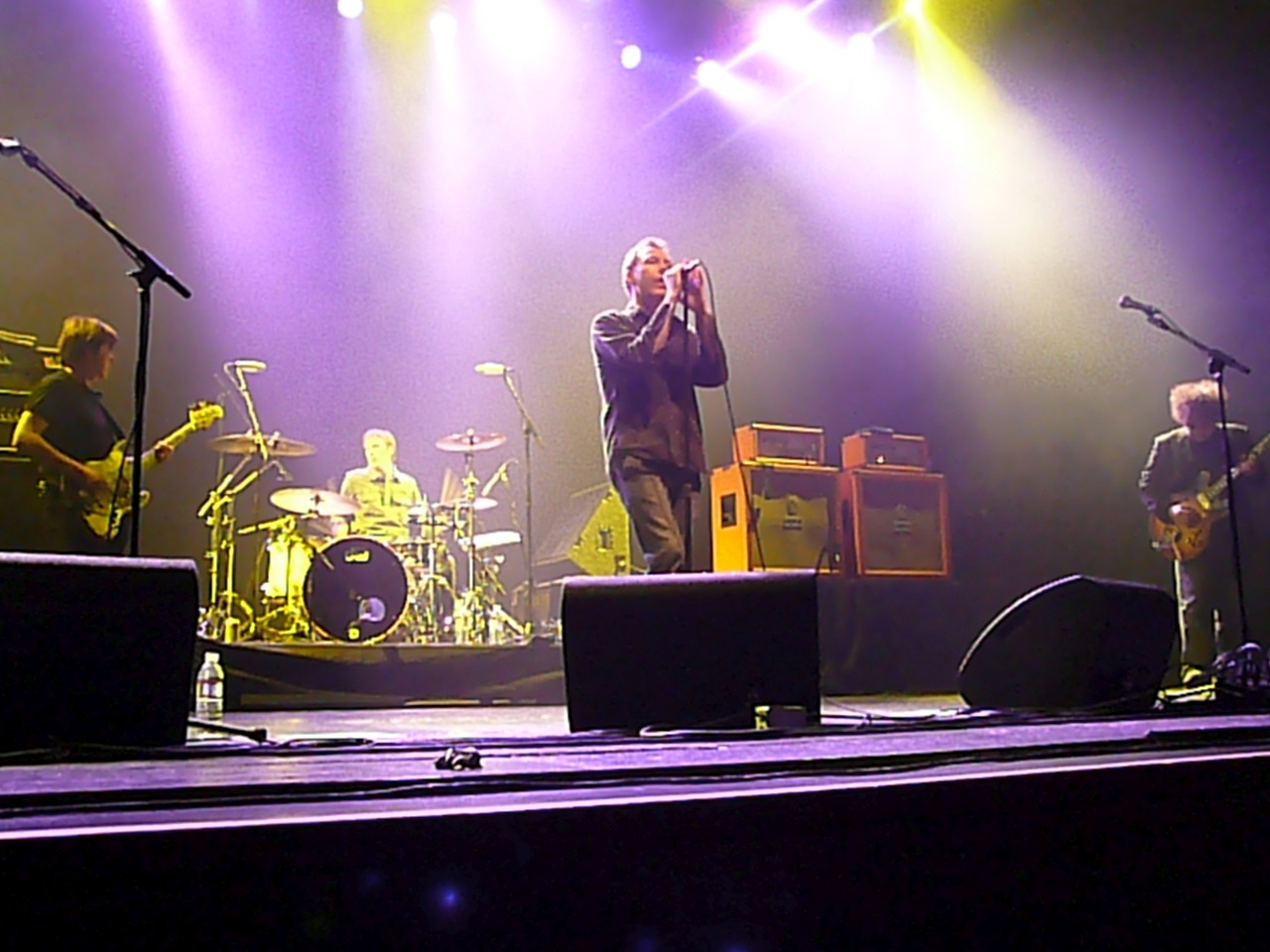
The Jesus and Mary Chain 2007.

Creation Records var ett inflytelserikt brittiskt skivbolag, verksamt mellan 1983 och 1999. Bolaget grundades av Alan McGee som hämtade namnet från 60-talsbandet The Creation. Creation fångade under sina tidiga år upp flera av de band som kom att skapa och leda den brittiska indiepopen. Bland dem som hade kontrakt med Creation kan nämnas The Jesus and Mary Chain, My Bloody Valentine, Ride, Fluke, Swervedriver, Slowdive, The House of Love, Teenage Fanclub, Primal Scream, Oasis, Super Furry Animals, The Telescopes, The Boo Radleys och Adorable.

## Historia
Creation Records startades sommaren 1983 med hjälp av ett banklån på 1000 pund, och inhystes till en början i en liten lokal ovanför en pub på Tottenham Court Road i London. Under det första året släpptes en handfull skivor som varken försäljningsmässigt eller musikaliskt nådde några höjder. 1984 togs emellertid The Jesus and Mary Chain upp i bolagets stall, och deras debutskiva Upside Down sålde utmärkt och nådde till slut en försäljning på 50 000 exemplar.
Strax därefter lämnade The Jesus and Mary Chain bolaget, men ersattes av såväl mindre kända band som blivande världsnamn som Primal Scream.
1990 kom att bli det år då Creations musik nådde en bredare publik. Både Ride och Primal Scream hade låtar på den brittiska topp 40-listan, och Rides album Nowhere nådde en topp 20-plats på albumlistan. Året efter släppte Primal Scream ett av 1990-talets mest stilbildande album Screamadelica, varvid Creation hade etablerat sig som ett välkänt och respekterat skivbolag. 
Samtidigt pågick inspelningen av My Bloody Valentines skiva Loveless, som av olika skäl försenats och fördyrats kraftigt. Enligt uppgift kostade skivan Creation över en halv miljon pund. Trots att den sedermera hyllades av kritikerkåren var Creations ekonomiska situation kraftigt ansträngd, vilket fick McGee att acceptera ett bud på halva bolaget från Sony BMG.
Nästa stora händelse kom 1994, då Oasis släppte sitt debutalbum Definitely Maybe som omedelbart nådde förstaplatsen på den brittiska albumlistan. Framgångarna fortsatte med Oasis uppföljningsalbum (What's the Story) Morning Glory?.
1996 skrev Creation kontrakt med sitt sista stora band, Super Furry Animals. Samma år återvände The Jesus and Mary Chain till bolaget.
Creation var nu ett framgångsrikt och lönsamt bolag. Emellertid hade det mesta av den indiestämpel som ursprungligen präglat bolaget försvunnit. Detta, tillsammans med hälsoproblem, bidrog till att McGee 1999 valde att lämna Creation. Samma år lades bolaget ned och alla kontrakt överfördes till Sony BMG.

## Diskografi
Album utgivna på Creation Records
Artister i urval
- Adorable
- Biff Bang Pow!
- The Bodines
- The Boo Radleys
- Bernard Butler
- A Certain Ratio
- The Chills
- The Cramps
- The Creation
- Bill Drummond
- Felt
- Glen Matlock
- Guided by Voices
- The House of Love
- Hurricane #1
- The Jesus and Mary Chain
- The Legend!
- The Lilac Time
- The Loft
- Momus
- My Bloody Valentine
- Oasis
- The Pastels
- Primal Scream
- Ride
- Saint Etienne
- Slowdive
- Super Furry Animals
- Swervedriver
- Teenage Fanclub
- The Telescopes
- Velvet Crush
- The Weather Prophets